# اریک گراف-وانگ
اریک گراف-وانگ (نروژی: Erich Graff-Wang; ۱۵ اکتبر ۱۹۰۲ – ۲۶ ژوئن ۱۹۶۹) بازیکن فوتبال اهل نروژ بود.
وی همچنین در تیم ملی فوتبال نروژ بازی کرده‌است.